# Leonardo (TMNT)
Leonardo, Leo, är en fiktiv rollfigur som namngavs efter Leonardo da Vinci och förekommer i berättelserna om de muterade sköldpaddorna Teenage Mutant Ninja Turtles. Hans bandana är känd som blå, men i Mirageserierna bär alla fyra sköldpaddor röd bandana. Leonardos vapen är dubbla ninjatosvärd som oftast misstas för "katana". Leonardo tar ofta efter sensei Splinter och tar ninjutsu väldigt seriöst. Som den äldste av de fyra sköldpaddorna står han Splinter närmast och tillbringar mycket fritid för träning och meditation. Han följer bushidokoden, och är ledartypen bland sköldpaddorna.

## TV

### 1987
I 1987 års tecknade TV-serie besjungs hans ledarskap i signaturmelodin med textraden Leonardo leads (Leonardo leder). Han är den mest seriöse, och i avsnittet Leonardo Lightens Up försökte sköldpaddorna med Donatellos personlighetsförändrade maskin. Han blev kär i en ung kunoichi vid namn Lotus, en svärdsbärare från Japan som anställdes av Krang då han blev osams med Shredder, och hon besegrade Shredder, Bebop och Rocksteady. Hon och Leonardo duellerade tills hon slog ut honom med ett svärdstrick, och försökte övertala henne att byta sida, men hon vägrade. Detta är den enda TMNT-version utan någon större syskonrivalitet med Raphel.
Då serien startar märks hans ledarskap i en stil likt Mirageserierna. Dock, då serien fortsatte, ändrades hans personlighet något och han blev mer reaktionär för att ibland skrika med hög röst. Detta anses bero på att serieskaparna började nedtona Leonardos hjälteroll något, till förmån till Michelangelo och Raphael som var mer populära bland publiken.
Leonardo visar sig också gilla att läsa. I flera avsnitt i sköldpaddornas hem syns han läsa en bok. I avsnittet Four Musketurtles är han den enda som läser De tre musketörerna. Ett annat exempel är "Leonardo is Missing"; då de andra sköldpaddorna går till arkadhallen och spelar videospel, stannar Leonardo hemma och läser en bok.
I avsnittet "Take Me to Your Leader" under säsong 3 ger Leonardo upp sitt ledarskap efter en dröm som han menar inser är ett tecken på att han inte längre är en bra ledare. De andra måste finna honom igen, men också stoppa Shredder, Krang, Bebop och Rocksteady från att suga energi från Solen med en solackumulator och lagra den i solbatterier. Dock återvänder Leonardo då han ser en bro kollapsa på grund av överbelastning av snö. Efter att en man sagt att alla talar om vädret men ingen gör något inser Leonardo sitt ansvar och börjar leta efter sin bröder. Han hittar dem senare, och tillsammans räddar de Jorden.
I avsnittet "Snakes Alive" under sjätte säsongen visas att hans största skräck är ormar, vilket han dock övervinner.
Som enda version är hans svärd i denna något böjda, troligen beroende på animeringsproblem, vilket möjliggör termen katana.
I den ursprungliga engelskspråkiga versionen av 1987 års tecknade TV-serie lästes Leonardos röst av Cam Clarke (som också läste Rocksteadys röst). Leonardo är en av Cam Clarkes mest berömda roller som röstskådespelare. På svenska lästes hans röst av Johan Wahlström (senare av Sven-Åke Wahlström) i Media Dubbs dubbning och av Kenneth Milldoff i Sun Studios dubbning.

### Ninja Turtles: The Next Mutation
1997-1998 sågs Leonardo i denna icke-animerade serie. Här använde han ett ninjakensvärd istället för två. Syskonrivaliteten med Raphael förekom i vissa avsnitt, bland annat retade Raphael upp Leonardo att tappa humöret och sparka Raphael så hårt att han flög fram genom kloaknästet, och sedan argumenterade de innan de höll en armbrytning för att avgöra vem som skulle stanna och vem som skulle sticka. Även om Leonardo vann beslutades det att Raphael skulle stanna.

### 2003 ochFast Forward
I Mirage Studios och 4Kids Entertainment TV-serie från 2003 läses Leonardos röst av Michael Sinterniklaas. Han är de facto-ledare och den mest "andlige" av de fyra sköldpaddorna. Han har nära band till Splinter, och ett starkt sinne för ära, etik och bushido. Leonardos tvillingsvärd sätts i ett spänne vid ryggen. Avsnitt som behandlar Shredder och ära fokuserar ofta på Leonardo, och han är ofta sköldpaddan som "räddar dagen". Leonardo är mer känslig och självtvivlande än i tidigare versioner. Raphael grälar ofta med honom om hans ledarskap, och kallar sarkastiskt honom för "Fearless Leader" ("orädde ledare"), även om de visas stå nära varandra. Även om Leonardos relationer med andra bröder som Michelangelo och Donatello inte är lika instabila. Ändå ser hans bröder honom som skicklig och blir ledsna då han är skadad eller borta. En av Leonardos styrka är att se det bästa i alla, även fiender (bland annat Karai, Traximus och Quarry). På japanska läses Leonardos röst av Tetsuya Kakihara, mest berömd för att ha läst rösterna för Lævatein och Graf Eisen i Magical Girl Lyrical Nanoha.
Ibland visar sig Leonardo vara krävande mot sig själv, och känner att mycket förväntas av honom. Precis som i Mirageserierna skadas Leonardo av Fotklanen och han känner att detta skadar han familj. Han har samma känslor efter slutstriden med Shredder, hans rädsla och självtvivlan orsakades av Karai, som han trodde var en ärofylld vän, men som inte ville gå emot sin mästares onda idéer, och hon gav honom en stöd. Leonardo känner sig också otillräcklig och tror att han förstör för sin familj då han inte ser någon annan utväg att stoppa Shredder än att spränga rymdfarkosten som både Shredder och sköldpaddorna är i; sköldpaddorna och Splinter skulle ha omkommit om de inte räddats av utromerna. Dock finner han inre frid efter att ha mött Den uråldrige, som tränade Splinters sensei Hamato Yoshi. Under slutstriden med Shredder var Leonardo den enda som skadades, delar av hans skal på överdelen av vänster axel skär av. Men som den skickligaste och av sköldpaddorna, och den enda av dem som tränats av två senseier, lyckas han strida mot och besegra Karai, den "nya Shredder", i en person-mot-person-strid. Han var nära att allvarligt skada Splinter då han tappade humöret efter slutstriden med den ursprungliga Shredder (i samma avsnitt sa Raphael "I hate it when he reminds me of me" ("Jag hatar då han påminner mig om mig").   
Under femte säsongen, under åttonde delen av tribunalens träning, är Leonardo den enda som inte får ett vapen av Spirit Forge. Ingen förklaring ges. I avsnittet "Beginning of the End", får han svärdet "Gunshin" av den döende Faraji. Han ger tillbaka Gunshin i avsnitt 12 "Enter the Dragons" då Faraji och de andra utvalda återvänder för att hjälpa till att besegra Shredder.
Under säsongen Fast Forward har såret i Leonardos skal synts läka.

### 2012
Leonardo leder återigen gänget i Nickelodeons animerade serie, med rösten läst av Jason Biggs.

## Filmer
I den första av tre TMNT-spelfilmer var Leonardo blygsam och känslig, och gav sällan direkta kommandon; han skämtade också mer än i övriga TMNT-versionen. Han var också först att via telepati kommunicera med en kidnappad Splinter i den första spelfilmen, men han överfölls inte i bakhåll av Fotklanen (vilket Raphael gjorde), och dödade inte Shredder. Dock var han den ende av sköldpaddorna att framgångsrikt skada Shredder i strid. Han spelades av David Forman men hans röst lästes av Brian Tochi.
I både den andra och tredje spelfilmen spelades han av Mark Caso, men hans röst lästes återigen av Brian Tochi.
I den fjärde filmen skickades Leonardo på uppdrag av Splinter efter att Shredder besegrat. April hittar honom i Centralamerika, han var tveksam till att återvända till New York City, men gör det sedan.  
Hans relation till Raphael är spänd då Raphael känner att Leonardo övergivit dem, och känner sig mindre omtyckt av Splinter. Leonardos syn på världen är mer vidgad än Raphaels, i den första spelfilmens serieadaption blir Leonardo arg på Raphael för att försöka lämna dem för att rädda en man från att bli rånad, då det finns fyra tungt beväpnade tricerationer i kloakerna som kan skada staden. Han blir också ilsken då Raphael överger dem i mitten av striden för att hjälpa mannen att komma hem säkert. Konflikten visar att de två opererar på olika nivåer av moral, där ingen anses fel. Raphael förklarar i serietidningen att han tröttnat på att vänta på olyckor, och trött på att besegra utomjordingar då människor i sitt eget grannskap rånas och mördas. Leonardo anser att människornas samhälle är polisens ansvar, medan utromerna och triceratonerna är egna, och att de skall slåss bara då det verkligen behövs. Detta får även Leonardo att bli motsägelsefull i Centralamerika, där han använder våld för att kämpa lokal laglöshet och övergivit de andra sköldpaddorna för att han, liksom Raphael, tror att andra behöver honom mer. Sådana paralleller tyder på att de två upplever samma entusiasm för rättvisa, men med olika mentalitet, om än på olika nivåer och med olika taktik. 
I den datoranimerade filmen utmanas Leonardo av Raphael efter att de argumenterat om sin syn på rättvisa och anledningen till deras handlingar, Leonardo upptäcker också att Raphael är den som kallar sig Nightwatcher ("Nattväktaren"), och de börjar slåss. Raphael är nära att döda Leonardo innan han återvänder hem, förvirrad. Leonardo tas tillfånga av krigsgeneralerna och Fotklanen men räddas senare av sin familj innan slutstriden där Leonardo och Raphael slutligen enas om sina olikheter, Raphael accepterar Leonardo som ledare medan Leonardo anser sig behöva Raphael. Leonardos röst läses av James Arnold Taylor i filmen.
I 2014 års långfilm spelades han av Pete Ploszek medan rösten lästes av Johnny Knoxville.

## Datorspel
I datorspel är Leonardo den första som presenteras då man skall välja figur. Han är framför allt populär för nybörjare av TMNT-spelen. Leonardo är en välbalanserad krigare och har på alla håll starka men inte extrema förmågor, och ingen större svaghet. Hans räckvidd är ganska lång, om än inte så lång som Donatellos; dock kan Leonardo orsaka mer skada. I spelen Tournament Fighters är hans rörelser närmast Ryu och Ken från Street Fighter.